# Хмелёнка (приток Веряжки)
Хмелёнка — река в России, протекает по Волосовскому району Ленинградской области.
Исток — в заболоченном лесу юго-восточнее Реполки. Течёт на юг, протекает восточнее деревни Сосново. Устье реки находится в 29 км от устья Веряжки по правому берегу. Перед устьем принимает левый приток — Лаковенку. Длина реки составляет 12 км.

## Данные водного реестра
По данным государственного водного реестра России относится к Балтийскому бассейновому округу, водохозяйственный участок реки — Луга от в/п Толмачево до устья. Относится к речному бассейну реки Нарва (российская часть бассейна).
Код объекта в государственном водном реестре — 01030000612102000026244.